# Tubao
Tubao  (Bayan ng  Tubao) es un municipio filipino de cuarta categoría, situado en la isla de Luzón y perteneciente a  la provincia de La Unión en la Región Administrativa de Ilocos, también denominada Región I.

## Barangays
Sudipen se divide, a los efectos administrativos, en 18  barangayes o barrios, conforme a la siguiente relación:
| - Amallapay - Anduyan - Caoigue - Francia del Sur | - Francia del Oeste - Garcia - Gonzales - Halog del Este - Halog del Oeste | - Leones del Este - Leones del Oeste - Linapew - Lloren | - Magsaysay - Pideg - Población - Rizal - Santa Teresa |  |

## Historia
San Isidro de Tubao, antiguo barrio de los municipios de Agoo y Aringay, fue una visita de la Parroquia de Agoo.